# منير محمدي
منير مهند محمدي الكجوي ويُكتب في بعض المصادر منير محند محمدي الكجوي (مواليد 10 مايو 1989)، هو حارس كرة قدم مغربي ، يلعب مع نادي نهضة بركان والمنتخب المغربي.

## حياته
ولد منير محمدي في مليلية يوم 10 ماي 1989 لعائلة مغربية تنحدر من مدينة الناظور شمال شرق المملكة. يحمل منير الجنسيتين المغربية والاسبانية 

## مسيرته الأندية
يوم 17 يونيو 2014، وقّع منير عقدًا مع فريق دوري الدرجة الثانية الإسباني نومانسيا. وفي 11 سبتمبر من العام ذاته، لعب أول مباراة احترافية له، حيث بدأ مباراة فريقه التي انتهت بالتعادل 1–1 خارج الديار أما ليغانيس في بطولة كأس ملك إسبانيا موسم 2014–15، وفيها تصدّى لركلتي جزاء خلال ركلات الجزاء الترجيحية بعد الوقت الأصلي.
لعب أولى مبارياته في دوري الدرجة الثانية يوم 19 أكتوبر 2014، ولعب المباراة كاملة وانتهت بالخسارة 0–2 أمام لاس بالماس.

## مسيرته الدولية
نظرًا لأصوله المغربية، وجّه منير ولاءه إلى المغرب عام 2014. وفي 9 مارس 2015، استدعاه المدرب بادو الزاكي لقائمة المباراة الودية أمام الأوروغواي التي أقيمت في نهاية الشهر، ليشارك في أولى مبارياته الدولية التي انتهت بالخسارة 0–1.

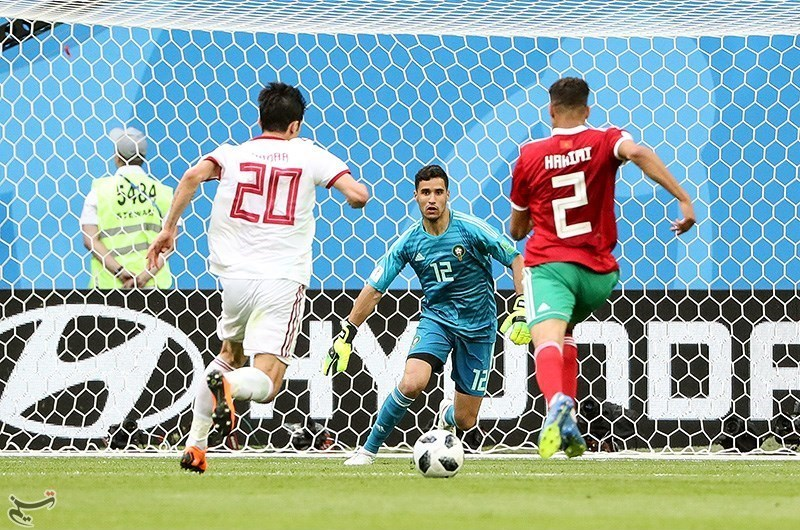

## الإنجازات
نهضة بركان
- البطولة الوطنية المغربية: 2024–25[11]
- كأس الكونفيدرالية الإفريقية: 2024–25

 المغرب الأولمبي
- برونزية كرة القدم الأولمبية: 2024[12]

#### فردية
- جائزة زامورا : الدوري الإسباني الدرجة الثانية 2019–20.[13]
- جائزة أفضل حارس في البطولة الوطنية المغربية : 2024–25.

## روابط خارجية
- منير مهند محمدي على موقع الاتحاد الدولي (مؤرشف)  (الإنجليزية)
- منير مهند محمدي على موقع قاعدة بيانات كرة القدم.إي يو (الإنجليزية)
- منير مهند محمدي على موقع ناشيونال فوتبول تيمز (الإنجليزية)
- منير مهند محمدي على موقع Soccerway.com (الإنجليزية)
- منير مهند محمدي على موقع عالم كرة القدم.نت (الإنجليزية)